# Tabur 320

Logo des ehem. Tabur Club

Bugspitze der Tabur 320 mit eingeprägtem Klassezeichen

Typenschild am Ende des Vordecks, hier Baunummer 2982 von 1975

Die Tabur 320 ist eine Einmannjolle für Jugendliche und Erwachsene ohne Trapez.

## Geschichte
Seit ca. 1973 sind Tabur Marine 320 (auch Tabur 320) bekannt. Das Boot wurde als Einmannjolle mit der Möglichkeit bis zu 2 Personen konzipiert und oft als Einsteigerboot für Jugendliche benutzt. Es wird noch heute als handliches Sport- und Wanderboot im Freizeitsport gefahren. Das Boot eignet sich, aufgrund seiner geringen Größe und des geringen Gewichts, hervorragend zum Transport auf dem Autodach oder als Beiladung auf einem Anhänger. Der Riss wird dem französischen Designer Georges Auzépy-Brenneur zugeordnet, der auch für andere populäre Bootstypen der 1970er Jahre, wie z. B. die Privilège-Baureihe, verantwortlich war. Das Boot ähnelt in der Größe den bekannteren Bootsklassen Topper und Europe, ist aber einfacher und weniger sportlich gebaut als diese.
Die damalige Bauwerft Tabur Marine Vannes fertigte das Boot ab ca. 1972/73 als doppelwandige Extrusions- oder Tiefziehform aus Polypropylen (PP) oder Polyethylen (PE) (dazu gibt es abweichende Angaben zu verschiedenen Baujahren, wahrscheinlicher ist jedoch PE als alleiniger Werkstoff) und ABS (Vordeck, Ruderblatt, Schwert). Das Boot war und ist im französischen Raum verbreitet und ist auch gelegentlich in Deutschland und Umgebung anzutreffen.
Nach differierenden Aussagen wurden in den 1970er und frühen 1980er Jahren ca. 12.000 Stück produziert. Das genaue Produktionsende ist derzeit noch unbekannt, müsste aber deutlich vor 1990 liegen, da keine Boote jüngeren Datums zu finden sind. Die meisten Exemplare stammen aus den 70ern. Die Produktion wurde 1979 oder 1980 eingestellt. Bootsnummern um 2900 aus 1975 lassen dies durchaus logisch erscheinen.
Typisch und heute noch anzutreffen sind die Rumpffarben Gelb und Orange. Das Vordeck ist schwarz und gibt dem Boot ein unverwechselbares Aussehen.
Zum Standardlieferumfang gehörte:
- ein Hauptsegel aus Tergal (Polyesterfaser der Rhodia AG, Deutschland) (inkl. Latten, gekennzeichnet mit „T“ oder „320“),
- ein Mast aus Aluminium mit zwei Kunststoffklampen und Kopfrolle,
- ein Großbaum aus Aluminium mit Beschlag für Niederholer und Talje,
- Lümmel- und Bodenbeschläge für Niederholer und Großbaumtalje (VA und Alu),
- Großbaumtalje (Gleitlager + Aluträger),
- Niederholerblock (Violin aus Alu mit Gleitlager),
- Ruderblatt und Kopfbeschlag aus Alu,
- Holzpinne mit Klemme,
- Ausreitriemen,
- Bodenentwässerung.

Optional waren erhältlich:
- Focksegel + laufendes Gut,
- zwei Fockklüsen zur Montage auf dem Schrammbord,
- zwei Curryklemmen zur Montage auf dem Schrammbord,
- unterer Wantbeschlag (Öse) für zwei Wanten ohne Salinge und ein Vorstag (beide ca. im 7/8-Punkt angeschlagen),
- vorkonfektioniertes stehendes Gut für Wanten und Vorstag aus VA-Seil mit einfachem Spanner,
- kombinierter Want- und Vorstagbeschlag für den Mast,
- Wasserungswagen,
- Paddel,
- Paddelhalterungen,
- Persenning,
- Pinnenverlängerung.

Die meisten Beschlag- und Zubehörteile waren eher einfach bis billig verarbeitet und sind (abgesehen von den Curryklemmen) aus Aluminium und Kunststoff.
Das gesamte Boot kann innerhalb von knapp 10 Minuten allein entladen und komplett aufgeriggt werden. Da das Boot keine Motorhalterung hat und ohne Segelausrüstung nur eingeschränkt für sonstigen Wassersport (z. B. zum Angeln) tauglich ist, dürfte das Fehlen einer eigenen Klasse und das nur eingeschränkt hochleistungsfähige Material des Rumpfes zum weiteren Verschwinden der Boote führen.
Kleine Boote unter dem Markennamen Tabur wurden noch eine Zeitlang über die Firma BIC Sport (auch gleicher Firmenstandort der Tabur Marine Vannes in den 70ern) vertrieben, jedoch war die Tabur 320 nicht vertreten. Heute ist dieser Hersteller durch die erfolgreiche Bootsklasse O’pen BIC bekannt.

## Rumpf
Der unsinkbare Rundspantrumpf besteht aus zwei miteinander punktförmig verschweißten Schalen mit Doppelboden sowie beidseitig durchlaufenden, voluminösen Rumpfkästen und einem aufgeschraubten Vordeck, das zugleich auch die Mastführung enthält. Das Boot besteht ausschließlich aus handlichen Teilen zum Stecken und Klemmen (Mast, Baum, Schwert, Ruder) und besitzt einen eingebauten Ausreitriemen hinter dem Schwertkasten. Für die Takelage sind eine Drahtschlinge am Mastfuß (für Baumniederholer) und eine Öse für den Großbaumbeschlag (Talje) hinter dem Schwertkasten angeordnet. Auf der Steuerbordseite befindet sich neben dem Schwertkasten ein Bodenablauf, der nicht selbstlenzend ist. Beidseitig auf dem Rumpfkasten befinden sich standardmäßig je eine Focköse und eine Curryklemme. Optional sind Wantenfixpunkte im Schrammbord und weitere Ösen im Bodenbereich anzutreffen. Das einsteckbare Ruder mit fester Pinne wird über eine Zugleine abgesenkt, die in einer einfachen Klemme an der Pinne belegt wird.
Beschläge werden mittels Durchschraubbolzen im Schrammbord oder Boden befestigt. Die Doppelwandkonstruktion erlaubt dies jedoch nur an wenigen Befestigungsorten.
Das Schwert kann durch einen offenen Schwertkasten in nahezu beliebiger Höhe eingeklemmt werden und lässt sich sehr schnell ohne Werkzeug verstellen (Einhand). Verlorene Ruder oder Schwerter schwimmen aufgrund ihrer Hohlkonstruktion und gehen somit auch beim Kentern oder einer Havarie nicht verloren.
Eine besonders pfiffige Lösung stellt der selbstsperrende Ruderbeschlag dar, bei dem die Pinne von vorn durch den achteren Handgriff (zum Tragen zu zweit) in den Kopfbeschlag gesteckt wird und somit das Ruder am hochsteigen aus dem Drehbeschlag am Boot (zwei Ösen mit eingesteckten Drehstiften) hindert. Dadurch sind keine zusätzlichen Sicherungsmaßnahmen am Heckbeschlag erforderlich, und das Boot ist in kürzester Zeit und mit wenigen Handgriffen aufgebaut bzw. abgebaut.

## Rigg, Takelage, Segel
Hauptsächlich werden heute Tabur 320 mit nicht abgespannten Masten und dem originalen Großbaum aus Aluminiumprofil angetroffen. Der Mast und der Großbaum sind geschlitzt und führen das Segel über ein eingezogenes Seil im Vor- und Unterliek. Typisch sind auch diverse Eignererweiterungen um Wanten und Vorstag, für die jeweils Befestigungspunkte im umlaufenden Schrammbord vorgezeichnet sind.
Optional werden heute auch Tabur 320 mit klassischer Fock, abgewandelter Haupttakelung (z. B. Crab oder Gaffel) und teilweise sehr sportlichen Takelungen bis 8 m² gefahren. Typisch sind entweder nur Standard-Großbesegelung oder Großsegel + Fock. Die Abspannung des Mastes mit beidseitigen Wanten und Vorstag aus Draht war optional erhältlich und wurde scheinbar nicht sehr oft geordert.
Der Großbaum ist mit seiner vorderen, geschlitzten Kunststoffkappe auf einen einfachen Lümmelbeschlag aufgesteckt und wird durch eine Bändselung des Großsegels in Position gehalten. Segeltrimmung kann nur bedingt über Vorliekspannung (kann mit leichtem Cunningham-Zug ergänzt werden, ist aber original nur als Bändselung vorgesehen) und Niederholer erfolgen. Alle Beschläge sind einfach und dem Stand der 70er Jahre entsprechend ausgeführt (einfache Rollen mit Gleitlagern, einfache Ösen, Schotführungen aus Aluminium und Plastik, billige Schäkel ohne Sicherungen …). Am Mast befinden sich unterhalb des Lümmelbeschlags zwei Klampen für die Segelbefestigung. Der Niederholer wird in einem einfachen Violinbeschlag mit integrierter Klemmkerbe gehalten.

## Regatta und Wettfahrten
Derzeit ist keine 320er Tabur in Regatten unterwegs (nicht als Klasseboot gelistet). Es ist auch nicht sicher bekannt, ob dieser Bootstyp irgendwann als nationale Klasse erfolgreich war. Einzelbelege deuten darauf hin, dass das Boot in Frankreich sehr verbreitet und auch in größeren Gruppen in Vereinen und Seglergruppen in Ausscheiden gefahren wurde.